# Armadillidium zenckeri
Armadillidium zenckeri är en kräftdjursart som beskrevs av Brandt 1833. Armadillidium zenckeri ingår i släktet Armadillidium och familjen klotgråsuggor. Arten har ej påträffats i Sverige. Inga underarter finns listade i Catalogue of Life.